# Załozy
Załozy (ukr. Залози) – wieś na Ukrainie w rejonie lwowskim (wcześniej w rejonie żółkiewskim) obwodu lwowskiego.

## Historia
Pod koniec XIX w. grupa domów wsi Lubella w powiecie żółkiewskim.